# Koreai nyelv
A koreai nyelv (délen: 한국어, hangugo; északon: 조선말, csoszonmal) Észak- és Dél-Korea hivatalos nyelve, Kína Jenpien (Yanbian) Koreai Autonóm Tartománya két hivatalos nyelvének egyike. A koreai nyelvnek nagyjából 78 millió beszélője van. Régen hivatalos írásjelkészlete a handzsa volt, mely a kínai írásjegyekből, azok koreai kiejtésével jött létre. A XV. században Nagy Szedzsong létrehozott egy nemzeti írásrendszert, melyet hangulnak (Észak-Koreában: csoszongul) neveznek, de ezt csak 1945 óta használják teljeskörűen.
A koreai nyelv Korea kettéosztottsága révén mára egyértelműen két változatra osztott. Ennek megfelelően beszélhetünk külön észak-koreai és dél-koreai nyelvről. Ezek sztenderdje más nyelvjárási sajátosságokat követnek, s a két ország elszigeteltsége miatt a különbségek felerősödtek a két nyelvváltozat között.
Vita tárgyát képezi a koreai nyelv nyelvcsaládokba történő besorolása is. Néhány nyelvész az altaji nyelvek közé sorolja, míg mások szerint szigetnyelv. Többek szerint a japán nyelv távoli rokona. A japánhoz hasonlóan morfológiáját tekintve ez is agglutináló, míg szintaxisát tekintve alany–tárgy–ige szórendet használó nyelv.

## Nevei
A koreai nyelv koreai változatai Koreának az Észak- és Dél-Koreában használt különböző elnevezésein alapulnak.
Dél-Koreában a nyelvet leginkább úgy hívják, Hangugmal
(한국말; 韓國말), vagy hivatalosabban, Hangugo (한국어; 韓國語) vagy Kugo (국어; 國語; szó szerinti fordításban „országnyelv”).
Észak-Koreában és Kínában, a Jenpien (Yanbian) Koreai Autonóm Tartományban a nyelv leggyakoribb neve Csoszonmal (조선말; handzsával: 朝鮮말), vagy sokkal hivatalosabban Csoszono (조선어; 朝鮮語).
Más részről a Szovjetunió utódállamaiban élő koreaiak, akik magukat Korjo-szaramoknak (más néven korjoinoknak [고려인; 高麗人; szó szerinti fordításban, „korjói emberek”) nevezik, nyelvüket korjomalnak (고려말; 高麗말) nevezik. Szintén gyakran használt megnevezése a kissé ugyan régiesen csengő urimal (우리말; nyelvünk).
Kína összefüggően uralt területein miután 1992-ben diplomáciai kapcsolatok alakultak ki Kína és Dél-Korea között, a Jenpien (Yanbian)ben és Észak-Koreában használt nyelvet csaohszienjü (朝鲜语, Cháoxiǎnyǔ) vagy ennek rövidebb formáján csaojü (朝语, Cháoyǔ) nevezik, míg a Dél-Koreában használt nyelv neve hankuojü (韩国语, Hánguóyǔ) vagy ennek rövidített alakja, a hanjü (韩语, Hányǔ).

## Besorolása
A modern koreai nyelv besorolása bizonytalan, s egy egységesen elfogadott elmélet hiányában az óvatos nyelvészet a nyelvet izolált nyelvként jellemzi.
Másrészről viszont Ramstedt 1928-as cikkének publikálása óta több nyelvész azt az elméletet támogatja, mely szerint a koreai nyelv egy altaji nyelv, vagy az előaltaji rokona. A koreai abban hasonlít a többi altaji nyelvhez, hogy olyan nyelvtani megoldások hiányoznak belőle, mint a névelő, a flexió és a vonatkozó névmás. Azonban napjainkban a nyelvészek egyetértenek abban, hogy tipológiai hasonlóságok alapján nem lehet egy nyelv általános jellemzőire, eredetére következtetni, mert ezek a tulajdonságok tipológiailag összefüggnek, s az egyik nyelvből gyorsan átveheti egy másik. Olyan tipológiai eltérések pedig, mint a középmongolban a nemek egyeztetése, az altaji rokonság elmélete ellen szólnak.
A szókészletben megmutatkozó átfedések és a nyelvtani hasonlóságok miatt többen érvelnek amellett, hogy a koreai a japánnal áll rokonsági kapcsolatban. Ezeket a kapcsolatokat olyan kutatók dolgozták ki részletesen, mint Samnuel E. Martin és Roy Andrew Miller. Szergej Sztarosztin (1991) úgy találta, hogy a japán és a koreai 100 szavas Swadesh-lista 25%-a megegyezik. Amennyiben ez a felfedezés igaz, a két nyelv sokkal közelebb van egymáshoz, mint akármelyik másik nyelvhez az altaji nyelvcsaládból.
Alexander Vovin mellett más nyelvészek is úgy érvelnek, hogy a hasonlóságok legfőbb oka nem a genetikai kapcsolatrendszerben, sokkal inkább egy nyelvi hasonulásban és a koraiból a nyugati ójapánba történt szóátvételekben keresendő. Erre jó példa lehet a középkoreai szam < előkoreai aszam ‘kender’ és a japán asza ‘kender’. Ez rokon szónak tűnik, azonban míg a nyugati ójapán és az északi rjúkjú nyelvekben jól dokumentáltnak tekinthető, a keleti ójapánban csak összetételekben kerül elő, és csak a déli rjúkjú nyelvjárás három alcsoportjában fordul elő. Ehelyett ilyen jelentésben a nyugati ójapán és a déli rjúkjú nyelvben a wo változat fordul elő. Így valószerű az a feltételezés, hogy ez egy átvett kifejezés.

## Története
A mai koreai nyelv az ókoreaiból a középkoreai és a modern koreai nyelven keresztül fejlődött ki. Az továbbra is viták tárgyát képezi, hogy a koreai nyelv az altaji nyelvcsalád tagja-e, hogy az előkoreai ebből a gyökérből fejlődött-e ki. A koreai háború idején mélyült el az északi és a déli nyelvjárások közötti eltérés. Ekkor a kiejtésben, az igeragozásban és a szókészletben is megmutatkoztak a különbségek.

## Nyelvjárások

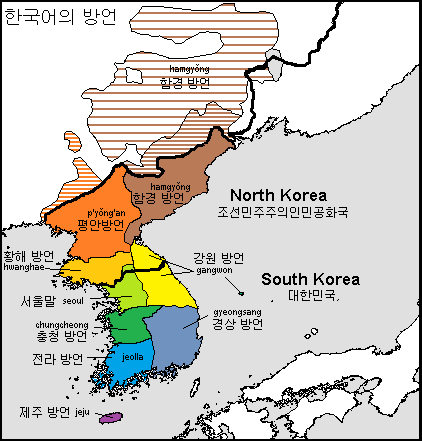
Nyelvjárások

## Hangtan
A koreai nyelv tizennégy mássalhangzóból (자음, csaum) és tíz magánhangzóból (모음, moum) áll. Öt mássalhangzó megkettőződik, ezzel jelölve az erőteljesebb, „kemény” ejtést. A tíz magánhangzó segítségével 11 további kettőshangzó alkotható.

## Írás

Az észak-koreai billentyűkiosztás...

...és a déli változat

A hangul a koreai nyelv ábécéje, amelynek kialakítását hagyományosan Nagy Szedzsong királynak tulajdonítják az 1440-es években. Az egyik leginkább tudományosnak tartott, jelenleg is használatban lévő ábécé a világon. A nyelvet korábban handzsával, azaz a koreai nyelvre adaptált kínai írásjegyekkel írták. Bár Szedzsong hivatalossá tette a hangult, a konfucianizmus és a kínai kultúra befolyása miatt egészen 1945-ig nem nagyon használták. A hangul a hivatalos írásmód Észak-Koreában és Dél-Koreában. A két változat között van némi eltérés a helyesírásban és a kiejtésben, továbbá Északon csoszongul a megnevezése.
A hangul összesen 24 gyökből (betűből) áll, 10 magánhangzóból és 14 mássalhangzóból. A gyökök a latin írással ellentétben nem feltétlenül egymást követik, hanem egységekbe rendeződnek. Egy egység egy szótagot jelöl, például a han szótag írásképe 한, amely három gyökből (betűből) áll, ezek a ㅎ h, az ㅏ a és az ㄴ n. Egy egység kettő–öt gyökből állhat, ebből egy mindenképpen mássalhangzó és egy magánhangzó. Összesen 11 172 egységet lehet a segítségükkel létrehozni, azonban nem mindegyik létező szótag a nyelvben.
A hangul rendszert bevezető, 1446-ban publikált Hunmindzsongum dokumentum 1997-ben bekerült az UNESCO A világ emlékezete programjába.
A technológia fejlődésével, a számítógépek megjelenésekor nem volt közös megállapodás a billentyűzetről, így a hajdani állam két utódja külön kiosztást használ.

### Gyökök
A hangul ábécé gyökökből (betűkből) illetve digráfokból áll, melyek koreai elnevezése csamo (자모). A 24 gyök (betű) 27 digráfot alkothat. A 24 gyökből 14 mássalhangzót (자음, csaum) és tíz magánhangzót (모음, moum) jelöl. Öt mássalhangzó megkettőződik, ezzel jelölve az erőteljesebb, „kemény” ejtést. A tíz magánhangzó segítségével 11 további kettőshangzó alkotható.

A hangul szó koreai betűkkel

| Mássalhangzók | Mássalhangzók | Mássalhangzók | Mássalhangzók | Mássalhangzók | Mássalhangzók | Mássalhangzók | Mássalhangzók | Mássalhangzók | Mássalhangzók | Mássalhangzók | Mássalhangzók | Mássalhangzók | Mássalhangzók |
| ------------- | ------------- | ------------- | ------------- | ------------- | ------------- | ------------- | ------------- | ------------- | ------------- | ------------- | ------------- | ------------- | ------------- |
| ㄱ            | ㄴ            | ㄷ            | ㄹ            | ㅁ            | ㅂ            | ㅅ            | ㅇ            | ㅈ            | ㅊ            | ㅋ            | ㅌ            | ㅍ            | ㅎ            |
| g/k           | n             | d/t           | r/l           | m             | b/p           | sz            | - / ng        | cs/dzs        | csh           | kh            | th            | ph            | h             |
| ㄲ            |               | ㄸ            |               |               | ㅃ            | ㅆ            |               | ㅉ            |               |               |               |               |               |
| kk            |               | tt            |               |               | pp            | ssz           |               | ccs           |               |               |               |               |               |

| Magánhangzók | Magánhangzók | Magánhangzók | Magánhangzók | Magánhangzók | Magánhangzók | Magánhangzók | Magánhangzók | Magánhangzók | Magánhangzók | Magánhangzók | Magánhangzók |    |
| ------------ | ------------ | ------------ | ------------ | ------------ | ------------ | ------------ | ------------ | ------------ | ------------ | ------------ | ------------ | -- |
|              | Alap         | Alap         | Alap         | Alap         | Alap         | Alap         |              | +i           | +i           | +i           | +i           | +i |
| Alap         | ㅏ           | ㅓ           | ㅗ           | ㅜ           | ㅡ           | ㅣ           |              | ㅐ           | ㅔ           | ㅚ           | ㅟ           | ㅢ |
| Alap         | a            | o            | o            | u            | u            | i            |              | e            | e            | ö            | ü            | i  |
| j+           | ㅑ           | ㅕ           | ㅛ           | ㅠ           |              |              |              | ㅒ           | ㅖ           |              |              |    |
| j+           | ja           | jo           | jo           | ju           |              |              |              | je           | je           |              |              |    |
| v+           | ㅘ           | ㅝ           |              |              |              |              |              | ㅙ           | ㅞ           |              |              |    |
| v+           | va           | vo           |              |              |              |              |              | ve           | ve           |              |              |    |

## Nyelvtan
A koreai nyelv agglutináló nyelv, nyelvtana lényegesen különbözik az európai nyelvek többségétől, de mutat hasonlóságokat például a törökkel, illetve a japánnal. A koreai nyelvben nincs névelő, elöljárószó, sem személyragozás, és nem ismeri a nyelvtani nemeket. Szórendje SOV (alany–tárgy–ige), és viszonylag kötött. Nagy hangsúlyt kap a tiszteletiség, amely különféle toldalékokkal fejezi ki a beszélő és a hallgató közötti társadalmi viszonyt.

## Különbségek az északi és a déli koreai nyelv között
Észak-Korea a szocialista országoktól, főként a Szovjetuniótól vett át új szavakat, míg Dél-Korea az amerikai angol kifejezéseket vette át. Emellett Észak-Koreában elkezdtek új, önálló szavakat megalkotni adott külföldi kifejezésekre, így például a fánkot elkezdték karakcsippang (garakjippang)nak, tehát karikakenyérnek hívni.
1949-ben Észak-Koreában betiltották a kínai írásjegyek használatát, kivéve tudományos szövegekben. Még ebben az évben elkezdték betiltani a külföldi eredetű reakciós szavakat és kifejezéseket, eközben pedig Kim Dubong (Kim Tu-bong) vezetésével megkezdődött a koreai nyelv újratervezése, logikusabbá tétele. Az Új Koreai Helyesírás azonban nem nyerte el a vezető, Kim Ir Szen (Kim Il-sung) tetszését, és a kutatások vezetője 1958-ban tisztogatások áldozata lett.
Az 1960-as években Kim Ir Szen (Kim Il-sung) megbízásából ismét elkezdték reformálni a koreai nyelvet, ahol az addigi szabványos szöul (seoul)i dialektussal ellentétben a phenjan (pyŏngyang)it vették kiindulópontnak. Ezt az északi kormány később a koreai nyelv tiszta, ideológiailag megfelelő válfajának tekintette, és kultúrnyelvnek (문화어; munhvao (munhwaeo)) nevezte el. Az egyik alaptézise, hogy szóösszetételeknél elhagyják a közbeékelődő úgynevezett szai siot (사이 시옷, sai siot) hangot, tehát míg Dél-Koreában az evőpálcikára azt mondják, hogy 젓가락 (csokkarak (jeotgarak)), az eső hangjára pedig azt hogy 빗소리 (pisszori (bitsori)) addig északon ezek 저가락 (csogarak (jeogarak)) és 비소리 (piszori (bisori)) alakban használatosak.
A Dél-Koreában végbement helyesírási reformok – melyek során a szó eleji R és N hangokat számos kivételtől eltekintve eltörölték vagy felcserélték, így például a rjori (ryori)ból jori (yori), a rodongból nodong lett – sem könnyítették meg a helyzetet.
A különbségek elfedése végett a 2000-es évek elején az északi és déli vezetés megállapodott egymással, hogy alkotnak egy közös helyesírási szótárat, de erre a megromlott diplomáciai kapcsolatok miatt végül nem került sor.
Néhány példa a különbségekre:
| Magyarul              | Észak-Korea                                                         | Dél-Korea                                                          |
| --------------------- | ------------------------------------------------------------------- | ------------------------------------------------------------------ |
| Cselezés              | 곱침 (kopcshim (gopchim)                                            | 드리블 (turibul (teuribeul)                                        |
| Zsákolás              | 꽂아넣기 (kkodzsanokhi (kkojaneohgi)                                | 덩크 슛 (tongkhu sut (deongkeu shut)                               |
| Hajszárító            | 머리건조선풍기 (morigondzsoszonphunggi (meorigeonjoseonpunggi)      | 헤어드라이어 (heoduraio (he-eodeuraieo)                            |
| Szálloda, vendéglő    | 려관 (rjogvan (ryeogwan)                                            | 여관 (jogvan (yeogwan)                                             |
| TV-csatorna           | 텔레비죤 통로 (thellebidzsjon thongno (tellebijyon tongro)          | 텔레비전 채널 (thellebidzson cshenol (tellebijeon chaeneol)        |
| Szoprán               | 녀성고음 (nyoszonggoum (nyeoseonggo-eum), "női magas hang")         | 소프라노 (szophurano (sopeurano)                                   |
| Mezzoszoprán          | 녀성중음 (nyoszongdzsungum (nyeoseongjungeum), "női közepes hang")  | 메조소프라노 (medzsoszophurano (mejosopeurano)                     |
| Alt                   | 녀성저음 (nyoszongdzsoum (nyeoseongjeo-eum), "női mély hang")       | 알토 (altho (alto)                                                 |
| Tenor                 | 남성고음 (namszonggoum (namseonggo-eum), "férfi magas hang")        | 테너 (theno (teneo)                                                |
| Bariton               | 남성중음 (namszongdzsungum (namseongjungeum), "férfi közepes hang") | 바리톤 (parithon (bariton)                                         |
| Basszus               | 남성저음 (namszongdzsoum (namseongjeo-eum), "férfi mély hang")      | 베이스 (peiszu (beiseu)                                            |
| Kukorica              | 강냉이 (kangnengi (gangnaeng-i)                                     | 옥수수 (okszuszu (oksusu)                                          |
| Egyrészes ruha        | 동일옷 (tongirot (dongilot)                                         | 원피스 (vonphiszu (wonpiseu)                                       |
| Kétrészes ruha        | 동강옷 (tonggangot (donggangot)                                     | 투피스 (thuphiszu (tupiseu)                                        |
| Karamell              | 기름사탕 (kirumszathang (gireumsatang), "olajos cukorka")           | 캐러멜 (kheromel (kaereomel)                                       |
| Helikopter            | 직승기 (csikszunggi (jikseunggi); "közvetlenül felszálló gép")      | 헬리콥터 (hellikhoptho (hellikopteo)                               |
| Kezelés, kezelhetőség | 손다치기 (szondacshigi (sondachigi)                                 | 핸들링 (hendulling (haendeulling)                                  |
| CD                    | 알판 (alphan (alpan)                                                | 디스크 (tiszukhu (diseukeu) vagy 씨디 (ssidi)                      |
| Videómagnó            | 재생기 (cseszenggi)                                                 | 비디오 테이프 레코더 (pidio theiphu rekhodo)                       |
| Pitagorasz-tétel      | 세평방 정리 (szephjongbang csongni (sepyeongbang jeongri)           | 피타고라스의 정리 (phithagoraszui csongni (pitagoraseu-ui jeongri) |
| Szabadrúgás           | 벌차기 (polcshagi (beolchagi)                                       | 프리킥 (phurikhik (peurikik)                                       |
| Fagylalt              | 얼음과자 (orumgvadzsa (eoleumgwaja)                                 | 아이스크림 (aiszukurim (aiseukeurim)                               |
| Labdarúgókapus        | 문지기 (mundzsigi (munjigi)                                         | 골키퍼 (kolkhipho (golkipeo)                                       |